# HTC Wildfire
De HTC Wildfire of HTC Buzz is een smartphone van het Taiwanese merk HTC en is officieel aangekondigd op 17 mei 2010 en ligt sinds juli 2010 in de winkels. Het is het kleinere en goedkopere broertje van de HTC Desire en is in het voorjaar van 2011 opgevolgd door de HTC Wildfire S.
Om het nieuwe toestel te promoten, hield HTC een wedstrijd op zijn Facebook-pagina om te bepalen hoe de nieuwe smartphone zou heten. De mensen konden kiezen uit de namen Jovi, Zeal, Wildfire en Festi, waarvoor 50% procent van de bezoekers voor "Wildfire" hadden gekozen.
De telefoon draait op het besturingssysteem van het Amerikaanse internetbedrijf Google, Android 2.1 (Eclair) en is officieel upgradebaar naar Android 2.2.1 (Froyo), maar via CyanogenMod kan het zelfs Android 4.0.4 (ICS) draaien. Net zoals vele andere Android-toestellen, bevat dit toestel een aangepaste gebruikersomgeving, op de Wildfire is dat HTC Sense.
De HTC Wildfire heeft een scherm van 3,2 inch groot lcd-touchscreen met een resolutie van 320 bij 240 pixels. Het toestel heeft een 5 megapixel-camera aan de achterkant en komt uit in zwart, wit en lichtbruin.

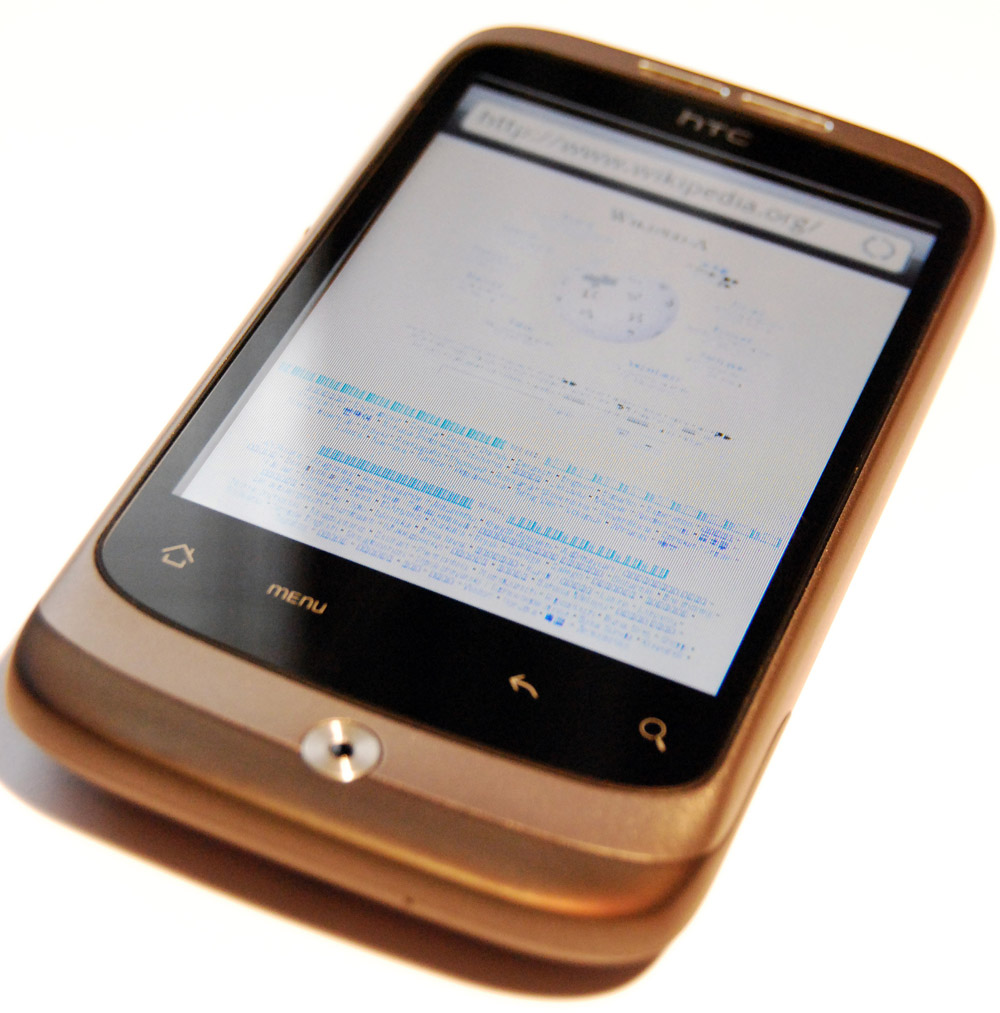
Lichtbruine HTC Wildfire laat Wikipedia zien

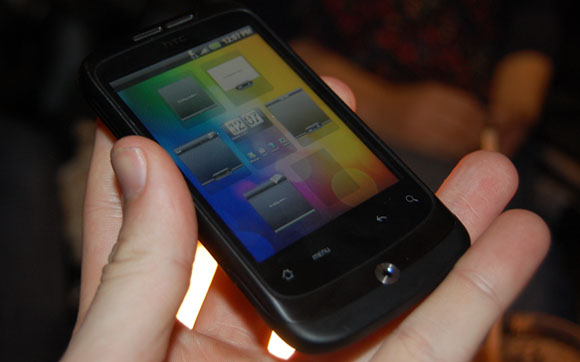
Zwarte HTC Wildfire stelt het menu samen